# Francesc Joan Barba i Corsini
Francesc Joan Barba i Corsini   (Tarragona, 16 de novembre de 1916 - Barcelona, 9 de març de 2008) fou un arquitecte i dissenyador de mobiliari català, considerat com un dels més influents en l'evolució de l'habitatge a Catalunya,

## Biografia
Fill d'Alfons Barba i Miracle arquitecte de professió, natural de Tarragona i Carlota Corsini i Bessa natural de Saragossa. Estudia a l'Escola Tècnica Superior d'Arquitectura de Barcelona on obté el títol el 1943. El 1945 obre estudi propi realitzant, principalment, edificis d'habitatges i oficines. Estableix contacte amb els membres del Grup R amb els quals organitza una sèrie de trobades i petits congressos sobre arquitectura. El 1965 obté el títol de Doctor Arquitecte i imparteix classes de Projectes en l'últim curs de l'ETSAB. L’any 1966 fou nomenat professor de Projectes de l’ Escola Tècnica Superior d’Arquitectura de Barcelona.
Les seves incursions en el camp del disseny han estat relacionades amb els seus treballs d'arquitectura. Una de les seves obres més emblemàtiques va ser la transformació de les golfes de La Pedrera en tretze apartaments entre el 1953 i el 1955, fotografiats per Francesc Català-Roca i que després van ser enderrocats. La seva tasca en aquesta obra va anar més enllà de la mateixa arquitectura, ja que va haver de dissenyar el mobiliari i altres objectes que s'adaptaven a les formes dels nous habitatges. Entre aquests mobles cal destacar el llum de peu (1959), la cadira Pedrera (1955) o la taula baixa (1955).
Va descobrir mitjançant el cinema l'arquitectura moderna que va aplicar en obres com l'edifici Mitre a Barcelona o el xalet Pérez del Pulgar a Cadaqués. Una de les pel·lícules que el va impactar va ser The Fountainhead de King Vidor, inspirada en l'arquitecte Frank Lloyd Wright. Altres obres realitzades son la reforma de l'edifici de La Equitativa de Barcelona així com el conjunt residencial de Binibèquer a Menorca.
L'any 2000 se li va atorgar la medalla del FAD.